# Taula del silenci
La taula del silenci, juntament amb la columna de l'Inifinit i la porta del petó, és una de les tres peces d'escultura monumental del conjunt monumental de Târgu Jiu de l'escultor romanès Constantin Brâncuși. Conegut també com a Conjunt Monumental de Târgu Jiu, el conjunt és un homenatge als herois caiguts durant la Primera Guerra Mundial. Els tres components escultòrics monumentals, la Taula del silenci, la porta del petó i la columna interminable, es disposen sobre el mateix eix, orientat d'oest a est, amb una longitud total de 1.275 metres.

## Descripció
La massa de silenci, treballada en pedra per Banpotoc, representa la massa abans de l'enfrontament en la batalla en què han de participar els combatents. El temps és present, essent representat per la disposició circular de les 12 cadires-rellotges de sorra, que el mesuren.
L'obra es va fer el 1937, en una primera versió, de pedra de Câmpulung, en forma de taula camperola, senzilla, baixa, feta de capçal (200 x 45 cm) i peu (160 × 45 cm), i es va col·locar al lloc avui. Probablement insatisfet amb la seva mida, el 1938 va demanar a un taller de Deva, segons els seus dibuixos, una nova taula, feta amb pedra Banpotoc, amb noves dimensions del capçal (215 × 45 cm) i el peu (175 × 45 cm) que no va col·locar d'aquesta manera. L'escultor va recórrer a una variant combinatòria que va agafar el capçal de la primera versió com a pota i la de la segona versió com a capçal, garantint així una nova proporció interior i monumentalitat.
No es van col·locar cadires al voltant de la Taula del Silenci fins que no s'hi va disposar la versió combinatòria. Les cadires, dotze en nombre, es van demanar junt amb la segona versió de la taula, al taller de Deva, i eren de pedra Banpotoc, amb forma de rellotge de sorra.
Al voltant de la taula del silenci, el 1938, es van agrupar les cadires de rellotge de sorra rodones, de dues en dues, però l'artista no les va deixar així, situant-les a la mateixa distància de la taula i entre elles, destacant la presència imaginària d'un cercle significatiu.

## Simbolisme
La importància de la creació de Brâncuși ha estat sotmesa a moltes interpretacions. Un d'ells és que la Taula del silenci representa l'últim sopar, en què els dotze apòstols es troben al voltant de Jesús. Les 12 cadires al voltant de la taula són els apòstols, i la taula representa el mateix Jesús.
La taula és també un símbol de reunió familiar i meditació, el desig de Brâncuși és que la seva obra determini el renaixement d'aquest antic costum ancestral.

## Galeria

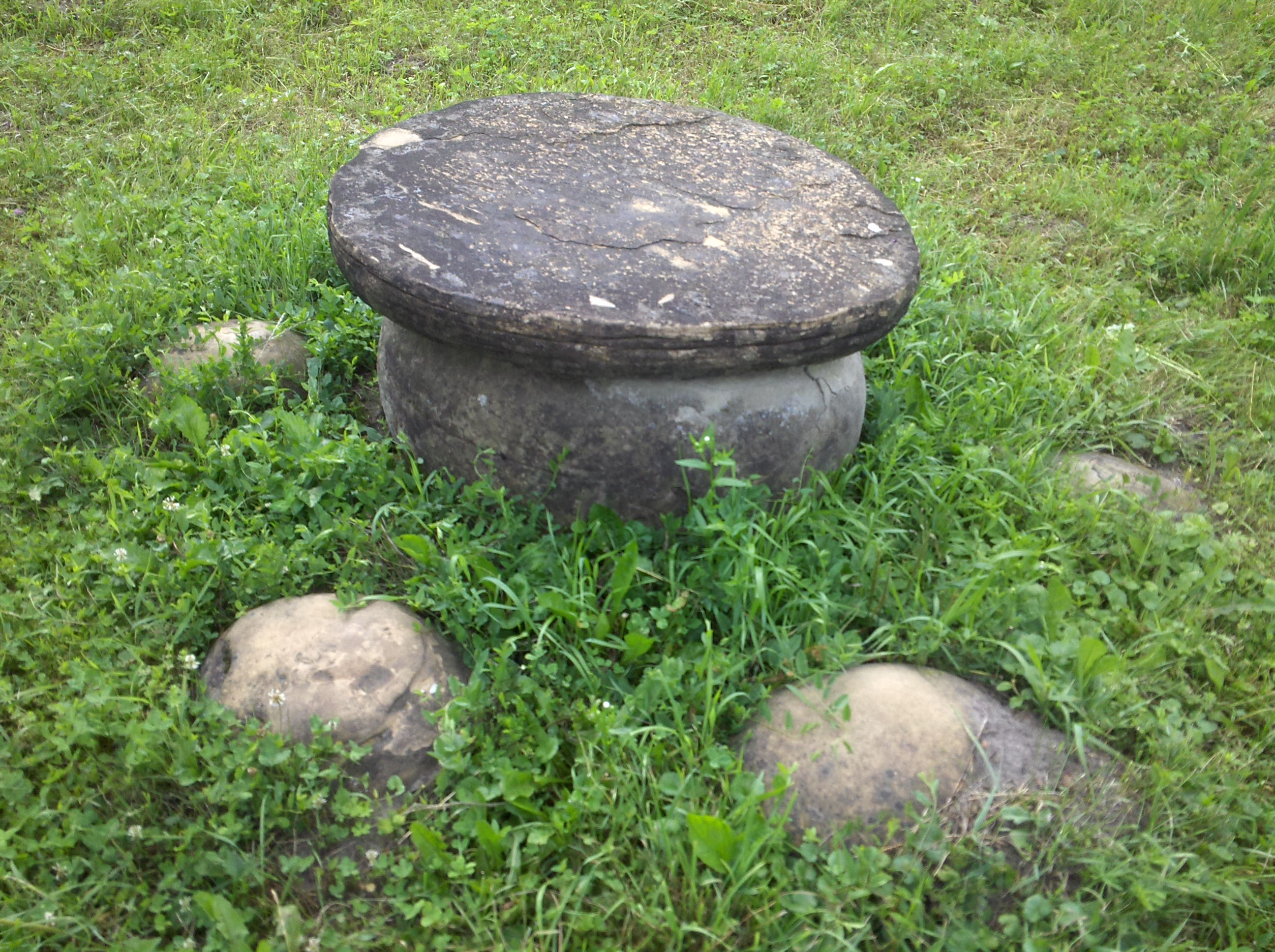
Masă asemănătoare cu Masa Tăcerii aflată la biserica din Pătrăuţi, datând din timpurile lui Ştefan cel Mare probabil sursa de inspiraţie a operei brâncuşiene